# David Bierens de Haan
David Bierens de Haan (Amsterdam, 3 de maio de 1822 – Leiden 12 de agosto de 1895) foi um matemático e historiador da ciência neerlandês.

## Biografia
Bierens de Haan foi filho do rico mercador Abraham Pieterszoon de Haan (1795–1880) e Catharina Jacoba Bierens (1797–1835). Em 1843 completou um estudo de ciências exatas e obteve um PhD na Universidade de Leiden em 1847, orientado por Gideon Jan Verdam (1802–1866), com a tese De Lemniscata Bernouillana. Lecionou depois física e matemática em um ginásio em Deventer. Em 1852 casou com Johanna Catharina Justina IJssel de Schepper (1827–1906) em Deventer.
Em 1856 foi eleito membro da Academia Real das Artes e Ciências dos Países Baixos. Foi desde 1866 professor de matemática da Universidade de Leiden. Foi desde 1888 co-editor das obras de Christiaan Huygens  editou em 1892 a Algebra de Willem Smaasen (1820–1850).
Sua mais importante contribuição à matemática consiste em uma publicação de uma grande tabela de integrais (Nouvelles tables d'intégrales définies) em 1858 (e 1867). Dentre seus alunos de doutorado consta Pieter Hendrik Schoute.

## Obras
- Dissertatio Mathematica inauguralis de lemniscata Bernoulliana. Amsterdam 1847 (Online)
- De wiskunde als gedeelte van het onderwijs op gymnasiën. 1850
- Réduction des intégrales définies générales. Amsterdam 1857 (Online)
- Tables d'intégrales définies. Amsterdam 1858, Verhandelingen Koninkljike Akademie Wetenschappen, C. G. van der Post (Online)
- Gronden van de theorie der bepaalde integralen. 1858
- Over eenige gevallen bij de Theorie van onstadige (Discontinuë) functiën. Amsterdam 1858 (Online)
- Mémoire sur une méthode pour deduire quelques intégrales définies. 1860 (Online)
- Exposé de la théorie, des propriétés, des formules de transformation et des méthodes d'évaluation des intégrales définies. 1860, 1862
- Het industrieel onderwijs. 1861
- Supplément aux tables d'intégrales définies qui forment le tome IV des mémoires de l'académie. 1864 [1861] (Online)
- Vorderingen in de photographische afbeelding van hemelligchamen. 1862
- Over de magt van het zoogenaamd onbestaanbare in de wiskunde. Deventer 1863 (Online)
- Overzigt van de differentiaalrekening. Leiden 1865 (Online)
- G. J. Verdam. 1866 (Online)
- Nouvelles tables d'intégrales définies. Leiden 1867, P. Engels (Online)
- Het biljart. Leiden 1870 (Online)
- Feestviering ter eere van het vierhonderd-jarig bestaan der Ludwig ... . 1872 (Online)
- Notice sur Meindert Semeyns. 1873
- Notice sur des tables logarithmiques hollandaises. 1874
- Over het differentieeren van eenige elliptische integralen. 1878
- Levensschets van Carel Johannes Matthes. 1882
- Levensschets van Isaac Paul Delprat. 1882
- Een aanhangsel tot de tafels van onbepaalde integralen. 1883, 2. Bde.
- Bouwstoffen voor de geschiedenis der wis- en natuurkundige wetenschappen in de Nederlanden. 1878–1887, 2. Bde.
- Bibliographie néerlandaise historique-scientifique des ouvrages importants dont les auteurs sont nés aux 16e, 17e et 18e siècles, sur les sciences mathématiques et physiques avec leurs applications. 1883 (Online)
- Levensbericht van F. J. van den Berg, en lijst zijner geschriften. 1895